# Christopher Mandiangu
Christopher Massamba Mandiangu (* 8. února 1992, Kinshasa) je německý fotbalový ofenzivní záložník původem ze Zaire (pozdější Demokratická republika Kongo), od ledna 2017 hráč rakouského klubu FC Blau-Weiß Linz.
Narodil se v Kinshase, hlavním městě tehdejšího Zaire. Krátce po narození s ním jeho rodina emigrovala do Mönchengladbachu v Německu.

## Klubová kariéra
- Polizei SV Mönchengladbach (mládež)
- Borussia Mönchengladbach (mládež)
- Borussia Mönchengladbach B 2011–2012
- MSV Duisburg B 2012–2013
- TSG Neustrelitz 2013–2014
- Berliner FC Dynamo 2014–2015
- FC Eindhoven 2015
- Hamilton Academical FC 2016[2]
- MŠK Žilina 2016[3]
- FC Blau-Weiß Linz 2017–[4]

## Reprezentační kariéra
Reprezentoval Německo v mládežnických kategoriích U15 až U18.